# 徐宝圻
徐宝圻（1938年7月—2014年6月6日），浙江平湖人，中国医学家、政治人物。
农工党人，先后任蚌埠医学院主治医师，安徽中医学院副教授、副主任医师、附属医院院长，安徽中医学院副院长兼附属医院院长、教授、主任医师，1997年10月调任农工党安徽省委专职副主委。2014年6月6日，去世。